# Río Detliashko
El río Detliashko (del ruso: Детляшко) es un corto río del distrito de Lázarevskoye de la unidad municipal de la ciudad-balneario de Sochi del krai de Krasnodar de Rusia. 

## Curso
Tiene una longitud de 5 km. Nace las estribaciones más occidentales del Cáucaso, en las primeras cordilleras desde el mar y discurre durante su curso en dirección predominantemente sursudoeste con algunas curvas. Poco antes de los 2 km de su curso recibe a su único afluente en su orilla izquierda al llegar a la localidad de Detliazhka. A continuación se dirige hacia el sursudoeste para desembocar en Nízhniaya Beranda en el mar Negro. Sus aguas no llega al mar generalmente quedándose detenido en la playa de la anterior localidad.